# Веррако

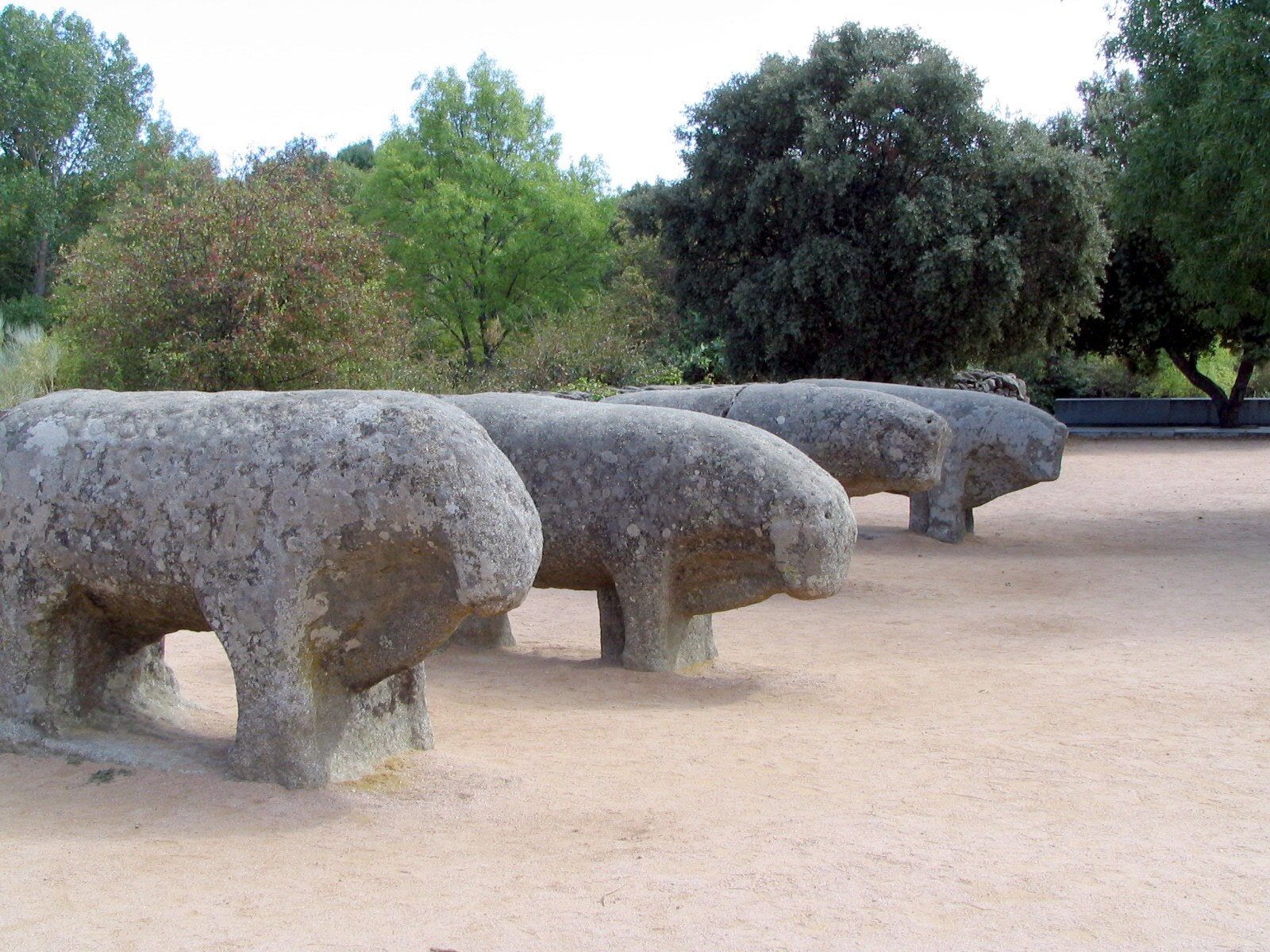
Скульптуры быков в Гисандо, Испания

Верра́ко (исп. verraco) или барра́о, точнее барра́н (порт. barrão) — гранитные мегалитические памятники — скульптуры животных, обнаруженные на западе иберийской «месеты» — высокогорной равнины в центре полуострова в провинциях Авила, Саламанка и Самора, а также на севере Португалии и Галисии. Всего обнаружено свыше 400 веррако. Испанское слово verraco обозначает дикого кабана, однако среди скульптур также встречаются изображения быков или медведей. Датируются 4 — 1 вв. до н. э. По-видимому, создателями веррако были веттоны — древний кельтский народ Испании.

## См.
- Быки Гисандо